# Cobá
Cobá es un yacimiento arqueológico de la  cultura maya precolombina, localizado en el sureste de México, en el territorio que hoy es el estado de Quintana Roo, unos noventa kilómetros al este de Chichén Itzá y unos cuarenta al noroeste de Tulum.

## Toponimia
El posible significado de Cobá podría ser de cob, ‘lo que tiene humedad’, o musgo y á, o há, ‘agua’, es decir ‘agua con musgo’, o ‘humedad de agua’. Otra posibilidad que no se descarta, es que signifique ‘agua turbia’, por la proximidad a unos pequeños lagos con un color muy turbio.
Otros autores, investigadores del Instituto Nacional de Antropología e Historia, sin embargo, ofrecen traducciones un poco distintas al término Cobá, entre las que pueden mencionarse ‘agua de las chachalacas’, pues cob es el nombre de esa ave de la región; ‘diente de tuza’, también del maya coh, ‘diente’ y bah, ‘tuza’; o ‘agua abundante’, de cob, ‘abundancia’ y ‘ha’, agua.

## Historia

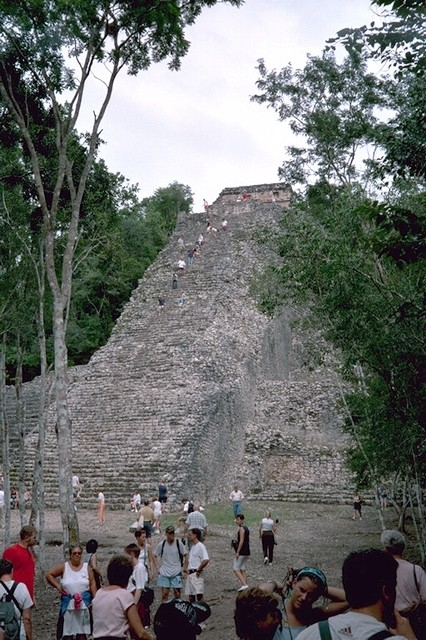
Pirámide de Nohoch Mul en Cobá.

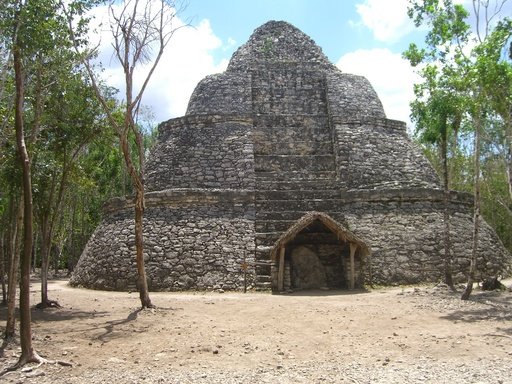
Observatorio astronómico en Cobá.

Las investigaciones realizadas a la fecha permiten saber que Cobá tiene una larga historia de ocupación prehispánica, que habría iniciado hacia 200 o 100 a. C., cuando aquí existió un asentamiento de plataformas bajas y construcciones de madera y palma, de las que no queda más evidencia que algunos fragmentos de cerámica.
Es a partir de 100 d. C. cuando el área de Cobá experimenta un notable crecimiento demográfico, social y político, que habría de llevarla a convertirse en una de las ciudades más grandes y poderosas del norte de Yucatán.
Entre 200 y 600 d. C., la ciudad de Cobá parece haber ejercido un amplio control territorial, que le habría llevado a dominar todo el norte del actual estado de Quintana Roo y aún ciertas porciones del oriente de Yucatán. Evidentemente, este poder tiene su sustento en el control de grandes espacios agrícolas e hidráulicos, así como de las rutas de intercambio inter e intraregional, que posiblemente habrían incluido el control de algunos puertos de importancia, como el de Xel-Há. Aunque aún falta mucho por conocer acerca de este periodo, es indudable que, en este tiempo, Cobá habría mantenido estrechos contactos con las grandes ciudades de Guatemala y el sur de Campeche y Quintana Roo, como Tikal, Calakmul, o Dzibanché, por citar algunas y que, para mantener su poder, habría establecido alianzas militares y matrimoniales al más alto nivel. En este sentido, es particularmente interesante mencionar la existencia de arquitectura de tipo teotihuacano (una plataforma del grupo pinturas explorada a principios de 1999), que documentaría la existencia de vínculos con el centro de México y su poderosa metrópoli del Clásico temprano: Teotihuacán.
Posterior a 600 d. C., el fortalecimiento de las ciudades del Puuc yucateco, así como la posterior aparición de Chichén Itzá en el panorama sociopolítico de la península, significaron cambios en la estructura de poder de Cobá y sus relaciones con otras ciudades importantes, que le habrían obligado a reconformar sus dominios territoriales. La información disponible a la fecha ha permitido plantear la hipótesis de que, a partir de 900 o 1000 d. C., Cobá habría entrado en una larga disputa con Chichén Itzá, de la que esta última habría resultado finalmente triunfadora, al vencer a importantes enclaves cobaeños como Yaxuná.
Después de 1000 d. C., la ciudad perdió importancia política, aunque parece haber conservado su importancia simbólica y ritual, que le permitieron recuperar cierta jerarquía entre 1200 y 1500, cuando se construyeron diversos edificios, ya dentro del estilo costa oriental. Sin embargo, las dinámicas económicas de esos tiempos parecen haber estado fundamentalmente centradas en los sitios costeros, por lo que Cobá habría subsistido como una ciudad de segundo orden, aunque, en ese sentido, más exitosa que su efímero vencedor, Chichén Itzá. Al momento de la consolidación del control español de la península (ca. 1550), Cobá se encontraba totalmente deshabitado, y no es sino hasta la llegada de los célebres viajeros John Lloyd Stephens y Frederick Catherwood, hacia mediados del siglo XIX, que la ciudad vuelve a ser mencionada en los libros de historia.
Si bien es cierto que la ciudad nunca quedó en el olvido, la mayor parte de los estudios arqueológicos de la zona no se realizaron sino hasta principios del siglo XX, por la dificultad que imponía la selva para llegar al lugar. En 1972 el Instituto Nacional de Antropología e Historia comenzó a desarrollar la zona y construir accesos para investigadores y visitantes. Actualmente, sus ruinas son una de las principales atracciones turísticas de la región.
En su apogeo, tuvo una población de unos 50 000 habitantes y una extensión de ochenta kilómetros cuadrados. La mayor parte de la ciudad fue construida a mediados del periodo clásico de la civilización maya, entre los años 500 y 900 de nuestra era y poseía varios templos, entre los cuales sobrevive la pirámide del Nohoch Mul, de 42 metros de altura.

## Arqueología

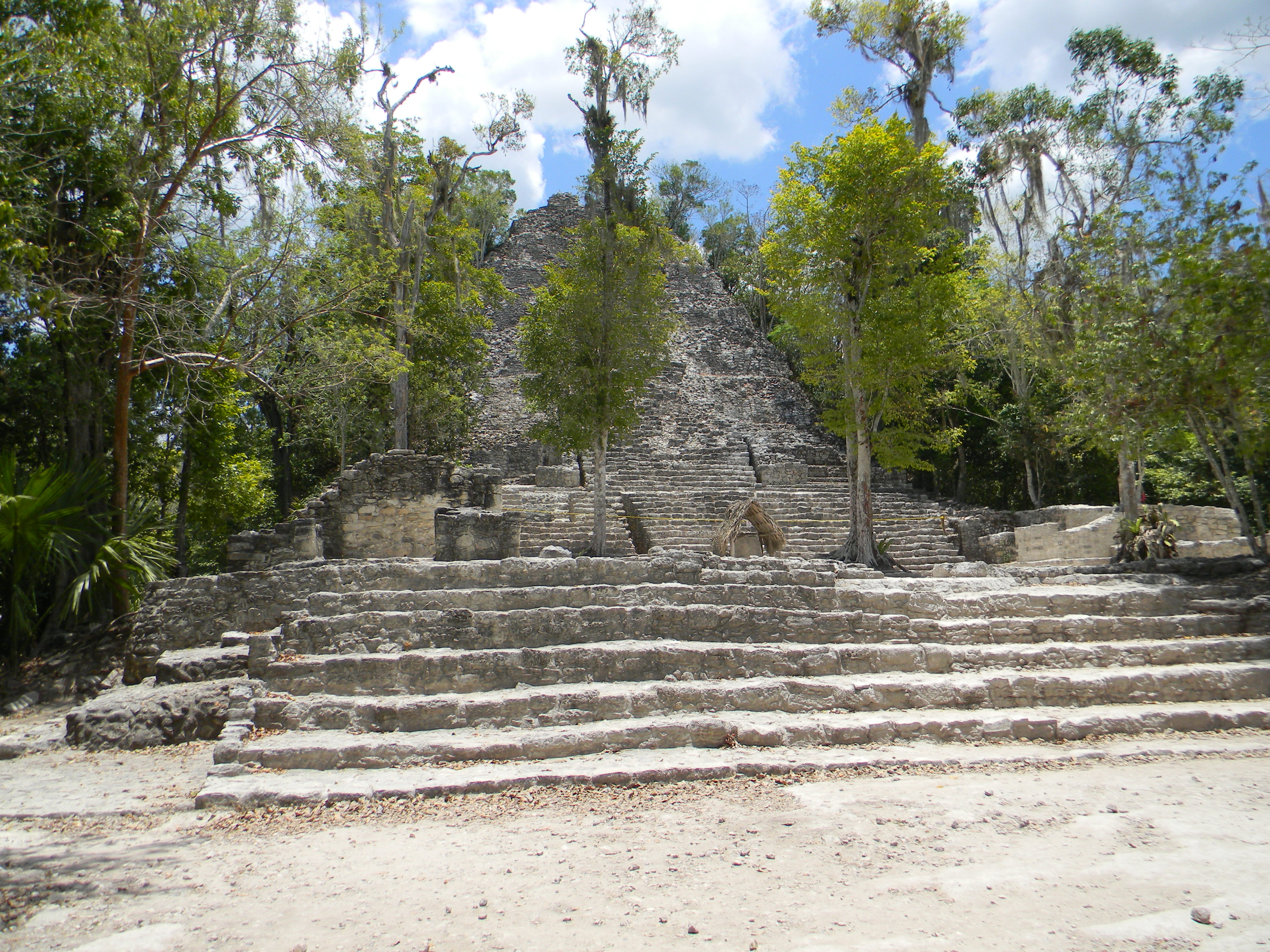
Iglesia de Cobá.

La Iglesia de Cobá es una estructura arqueológica ubicada en el sitio arqueológico de Cobá. Con una altura destacada de 24 metros y nueve cuerpos escalonados, este monumento es considerado uno de los edificios más altos del yacimiento.
Esta construcción fue erigida en diferentes etapas constructivas, evidenciando la destreza arquitectónica de la antigua civilización que habitó la región. En su interior se encontró una ofrenda, que incluye vasijas de cerámica, cuentas, una figurilla de jade, placas de caracol grabadas, perlas y pectorales de concha, revelando su importancia en la sociedad prehispánica.
La Iglesia forma parte de un complejo arquitectónico que incluye otros edificios, reflejando la complejidad y organización social de la civilización de Cobá. Este monumento, que ha captado la atención de arqueólogos y visitantes por igual, constituye un valioso patrimonio histórico para la humanidad.

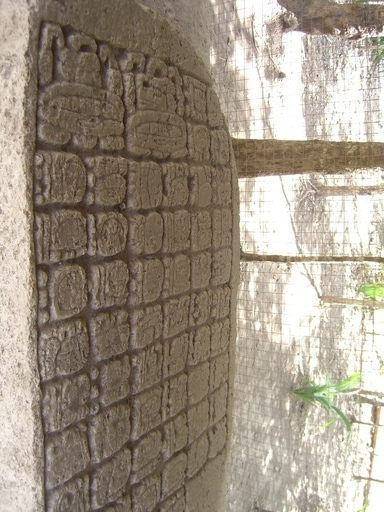
Estela con inscripciones mayas en Cobá.

La mayor parte de las inscripciones datan del siglo VII y numerosas evidencias indican que la construcción y reparación de los edificios continuó hasta el siglo XIV.

## Turismo
Cobá representa un punto turístico extremadamente importante, debido a su importancia arqueológica mundial. Tanto así, que diversas compañías de viajes crean recorridos personalizados por el lugar. Sin embargo, esto debe ser controlado correctamente, pues lo primordial es la preservación de los restos de la cultura maya. Desde la pandemia ya cerraron acceso de subir.

## Población actual
La población quintanaroense de Cobá tenía 1167 habitantes, según el censo de 2005. Su altitud es de 15 m s. n. m.